# Burzum (album)
Burzum er debutalbummet fra black metal-bandet Burzum. Det blev udgivet i 1992 gennem Øystein Aarseths pladeselskab Deathlike Silence Productions, og i 1995 genudgivet af Misanthropy Records sammen med Aske-ep'en, mens bandets eneste medlem, Varg Vikernes, sad fængslet for mordet på musikeren Euronymous – som i øvrigt også medvirker på albummet, hvor han spiller en guitarsolo på sporet "War".
Albummet blev en milepæl inden for den anden bølge af black metal i Norge.[kilde mangler]

## Forhistorie
Tidligt i 1990'erne lærte Varg Vikernes Øystein Aarseth (Euronymous) at kende. Euronymous ejede sin egen pladebutik ved navn "Helvete" i Oslo. Vikernes som oprindeligt stammede fra Bergen, besøgte jævnligt det lille fællesskab i pladebutikken, og der opstod et venskab mellem ham, Aarseth og de andre medlemmer fra bandet Mayhem, som holdt til der. Jan Axel Blomberg (Hellhammer) som var trommeslager i bandet, udtalte således:
| Citat    | Det faldt mig øjeblikkeligt ind, første gang jeg så ham, i Helvete, at han ikke var nogen røvslikker som andre, han havde sit eget hoved. Også Euronymous kunne lide ham, og allerede i begyndelsen havde de begge haft gensidig holdning overfor hinanden. | Citat |
| Blomberg | |       |

Virkernes blev senere en nøglefigur i den norske black metal-scenes såkaldte "indre cirkel." Aarseth havde på dette tidspunkt grundlagt sit pladeselskab Deathlike Silence Productions, og skrev kontrakt med Vikernes’ soloprojekt Burzum, der allerede på dette tidspunkt havde udgivet tre demoer bestående af instrumentale spor. Navnet Burzum stammer fra Mordors sorte sprog, (fra J. R. R. Tolkiens trilogi Ringenes Herre) som betyder "mørke." Om navnet udtalte Virkernes således: "Kristendommens mørke var selvfølgelig mit lys, og derfor fandt jeg det naturligt at bruge navnet Burzum."
På grund af den finansielle nødsituation trak Aarseths sine lån i langdrag. Vikernes’ mor sørgede derfor for en stor del af finansieringen. Derved fandt indspilningerne af Burzums debutalbum sted i januar 1992, i Grieghallen Lydstudio, med Eirik "Pytten" Hundvin som producer. Grunden til valget faldt på dette pladestudie var, det lå i nærheden af Vikernes’ bopæl, og han før i tiden havde været der og indspillet en ep med sit gamle band Old Funeral. Hundvin producerede albummet med hjælp fra Vikernes, hvor også Aarseth assisterede.
Kolgrim, et eksmedlem af Vikernes’ tidligere band, stillede sit trommesæt til rådighed. Vikernes indspillede selv alle instrumenterne på albummet, med undtagelse af guitarsoloen og gongongen på sangen "War," som blev spillet af Aarseth. På 19 timer havde han færdiggjort albummet, hvilket også inkluderede masteringen.
I februar blev et reklamebånd med sporerne "Feeble Screams from Forests Unknown" og "Ea, Lord of the Depths" udgivet, albummet fulgte i marts 1992.

## Musikalske stil
I modsætningen til Vikernes' senere albums er dette meget inspireret af den første black metal-bølge fra 1980'erne, med bands som Hellhammer og Bathory.
Sangene er nærmest gennemgående monotone, og giver afkald på de mest rytmeskiftende og udfordrende guitarsoloer. Albummets produktion er bevidst blevet holdt på et lavt niveau, og efterlader derved en ekstra rå lyd. Virkernes udtalte at han ønskede at gøre oprør mod den populære dødsmetal-genre, hvis karakteristiske træk er teknik og ordentlig producerede albums.
Burzum begynder med en kort synthesizer-intro. Nogle sange som f.eks. "Feeble Screams from Forests Unknown" og "Ea, Lord of the Depths" er utrolig hurtige og udstyret med en dobbelt stortrommer. Derimod er sporet "Spell of Destruction" holdt i et langsommere tempo. Gennemgående er dog Varg Vikernes' skrigende vokal, som ses i forbindelse med black metal-genren. "Channeling the Power of Souls into a New God" er et fuldkommen rent instrumentalnummer med synthesizer, som derved også giver det en ambient-lignende lyd. Sporet blev det første eksempel på den eksperimenterende musikstil, som Vikernes fortsatte med på de senere albums som Dauði Baldrs (1997) og Hliðskjálf (1999). Ved sangens slutning er der en hviskende stemme med opfordringen "Worship me!", (Tilbed mig).
"War" er et ukarakteristisk spor for Burzum. Med sin længde på 2 minutter og 30 sekunder er den forholdsvis kort og indeholder indflydelse fra både heavy metal og thrash metal. De relative simple riffs er meget ens med punk musikkens og gør sangen iøjnefaldende. Vikernes nævner Bathory som indflydelse til denne sang. "The Crying Orc" er det andet instrumentale nummer som forekommer på albummet i dette tilfælde spillet med guitarer. Musikalsk kan den karakteriseres som melodisk og rolig. "A Lost Forgotten Sad Spirit" er med sine 9 minutter det længste spor på albummet. Det er spillet i et langsomt tempo der sjældent veksler og er hovedsageligt baseret på det samme riff.
"My Journey to the Stars" derimod består af en masse tempovekslen. Instrumentalnummeret "Dungeons of Darkness" er meget monotom og Vikernes skrev det sammen med Aarseth. Es beendet die Erstveröffentlichung des Albums.
På genudgivelsen af albummet var der tilføjet nogle sange blandt andet en ny og længere version af "A Lost Forgotten Sad Spirit" som blev det afsluttende spor. "Stemmen Fra Taarnet" er et hurtigt black metal-nummer som består af monotone riffs.

## Spor
1. "Feeble Screams from Forests Unknown" – 7:28
2. "Ea, Lord of the Depths" – 4:53
3. "Black Spell of Destruction" – 5:40
4. "Channeling the Power of Souls into a New God" – 3:27
5. "War"[8] – 2:30
6. "The Crying Orc" – 0:57
7. "A Lost Forgotten Sad Spirit" – 9:11
8. "My Journey to the Stars" – 8:10
9. "Dungeons of Darkness" – 4:50

## Fodnoter
1. ↑  Ablaze Nr. 6, September/Oktober 1995, s. 12
2. ↑  Varg Vikernes: A Burzum Story: Part I – The Origin And Meaning
3. ↑  Michael Moynihan/Søderlind, Didrik: Lord of Chaos: The Bloody Rise of the Satanic Metal Underground. Promedia, Zeltingen 2002, ISBN 3-936878-00-5, S. 141ff.
4. 1 2  Varg Vikernes: A Burzum Story Part VI – The Music
5. ↑  Das Promotape auf Burzum.org
6. ↑  Interview im Abruptum-Fanzine, 1998)
7. ↑  Interview im Fanzine „Hammer of Damnation“, ca. 1992
8. ↑  Guitar solo spillet af Euronymous fra Mayhem